# 1re série 1943/44
Die Saison 1943/44 war die 25. Spielzeit der 1re série, der höchsten französischen Eishockeyspielklasse. Meister wurde zum insgesamt zehnten Mal in der Vereinsgeschichte der Chamonix Hockey Club.

## Meisterschaftsfinale
- Chamonix Hockey Club – Racing Club de France 5:0 (1:0, 3:0, 1:0)